# Eva Gouel
Eva Gouel (nacida Marcelle Humbert; 1885 - 14 de diciembre de 1915) fue la segunda compañera sentimental y musa de Pablo Picasso durante su época cubista, entre 1911 y 1915.

## Biografía
Picasso conoció a Eva Gouel en el otoño de 1911, después de separarse de Fernande Olivier, e inició una relación con ella en 1912, que hasta entonces había sido pareja de Louis Marcoussis. En alguno de sus cuadros cubistas la llama "ma jolie" tomado de una canción popular francesa. El 10 de marzo de 1913 fue con Eva Gouel a Céret. El 2 de mayo falleció el padre de Picasso, este realizó un viaje a Barcelona, Eva fue a buscarle y después regresaron a Céret.
Este mismo año, Picasso se vio aquejado de fiebre tifoidea o disentería que estuvo a punto de costarle la vida y le obligó a guardar cama durante un mes.
En diciembre de 1915, Eva Gouel murió de tuberculosis o cáncer de garganta, en una clínica de Auteuil. Picasso hizo referencia al hecho en una de sus pinturas titulándola L'Enfer. Su muerte supuso un gran dolor para el artista, llegando incluso a afirmar en una carta a Gertrude Stein que su vida es un infierno. aunque en otoño de 1915 comenzara un idilio con Gabrielle Lapeyre, que luego se convertiría en la señora de Lespinasse, con la que se veía en Saint-Tropez; con Irène Lagut, vecina y confidente; con Elvira Paladini, conocida como You-You; y con una tal Émilienne Pâquerette, la modelo más conocida del momento; fueron aventuras que Picasso mantuvo simultáneamente entre 1916 y 1917.